# Вище неба (фільм, 2009)
«Вище неба» (англ. Up in the Air) — американський фільм-драмедія режисера Джейсона Райтмана і сценариста Шелдона Тернера 2009 року. Він є екранізацією однойменного романа-бестселера Уолтера Кірні (2001). Фільм простежує життя і філософію успішної й дуже організованої, але дуже самотньої та ізольованої людини в глобалізованому світі.
Фільм отримав 6 номінацій на премію Оскар 2010 року в категоріях «найкращій фільм», «найкраща режисерська робота», «найкращий адаптований сценарій», за «найкраще виконання чоловічої ролі» та 2 номінації в категорії «найкраща актриса другого плану» (Анна Кендрік), проте не отримав жодного Оскара.
Прем'єра фільму у США відбулася 23 грудня 2009 року. В Україні фільм було презентовано 28 січня 2010 року

## Сюжет
Головний герой — Раян Бінхем — успішний корпоративний менеджер, фірма якого займається тим, що допомагає керівництву різних компаній звільняти своїх працівників. Раян проводить більшість життя в літаках і радіє необтяжливому життю. Його мрія — назбирати мільйон балів за бонусною програмою American Airlines.
Одного разу під час чергової подорожі він зустрів жінку Алекс Горан, із якою в нього почалися стосунки.
Та раптом Раяна викликають до офісу компанії в Омасі, штат Небраска. Річ у тім, що молода амбіційна працівниця Наталі Кінер запропонувала нову методу роботи, за якою можна звільняти людей через всесвітню мережу — це припинило б витрати компанії на постійні авіаперельоти. Наталі відправляють на практику з Раяном, під час якої чоловік намагається довести Наталі, що працювати інтернетом у їх сфері неможливо.
Раян і Наталі зустрічаються в готелі в Маямі з Алекс. Наталі дивують вільні стосунки його співробітника. Вона намагається переконати Раяна змінити спосіб життя.
Наталі отримає смс, в якій її хлопець кидає її. Після цього її спіткає невдача на роботі — людина, яку вона звільнила по інтернету, покінчила життя самогубством. Вона вирушає в офіс компанії, щоби звільнитися.
Весь цей час Раян фотографує картонне зображення своєї сестри та її нареченого в різних містах США — молодята хочуть побувати в багатьох місцях, проте не мають грошей. Чоловік запрошує Алекс на знайомство з його родиною — сестрами Карою та Джулі.
Після цього Раян задумується над тим, щоб остаточно змінити своє життя. Він поспішає до Алекс додому, щоб запропонувати їй відректися від вільного життя разом. Там він дізнається, що Алекс має чоловіка й дітей.
Спантеличений, він повертається додому. У літаку його повідомляють, що він перетинає межу в 10 мільйонів миль, після якої зможе здійснити безкоштовний переліт до будь-якого куточка світу коштом компанії. Замість того, щоб скористатись цією можливістю, на яку він довго очікував, Раян дарує її своїй сестрі і її чоловікові.

## Касові збори
В США фільм отримав $83,823,381, за кордоном — $79,118,959 (загалом — $162,942,340).

## Критика
На сайті Rotten Tomatoes фільм отримав схвальну оцінку в 90 балів (216 позитивних критичних відгуків і 24 негативних).
На сайті Metacritic оцінка фільму становить 83 зі 100.